# Harlette Badou N’Guessan Kouamé
Harlette Badou N'Guessan Kouamé est une femme politique ivoirienne, née le 20 décembre 1978.

## Biographie
Harlette Badou N'Guessan Kouamé a étudié en Belgique où elle obtient une maîtrise en communication et négociation d'entreprise. 
En 2018, elle est élue maire de la commune d’Arrah (Moronou). Harlette Badou N’Guessan Kouamé est également secrétaire générale de l’Union des Villes et Communes de Côte d’Ivoire (UVICOCI) au sein du bureau constitué en octobre 2019. En 2024, elle devient première vice-présidente de l'UVICOCI. 
Après une carrière dans les télécommunications en Côte d'Ivoire, elle se lance en politique. Elle est élue maire d'Arrah en octobre 2018 avant d'être nommée Ministre de la Culture et de l’Industrie des Arts et du Spectacle le 6 avril 2021 en succédant à Raymonde Goudou Coffie,.
Elle est remplacée à ce poste en avril 2022 par Françoise Remarck.
En 2023, elle prend la tête de l'union des femmes du rassemblement des houphouëtistes pour la démocratie et la paix. 